# 死滅の谷
『死滅の谷』（しめつのたに、独: Der müde Tod）とは、1921年に公開されたドイツ表現主義映画。ジャンルとしてはファンタジー映画・ロマンス映画・ホラー映画にカテゴライズされる。『マハーバーラタ』森の巻の中のサヴィトリとサティアヴァンから想を得たもので、中東、ヴェネツィア、中国を舞台にした3つの悲劇的ロマンスが描かれる。監督はフリッツ・ラング。
この映画のインタータイトルは失われたものと思われたが、ロッテ・アイスナーの助力でミュンヘン映画博物館館長エンノ・パタラスがシネマテーク・フランセーズから発見した。
2016年、キノ・インターナショナルがリストア版をBlu-rayでリリースした。この版はフリードリヒ・ヴィルヘルム・ムルナウ財団の好意でオリジナル版のラングの色付けがされている。
日本では2008年にWHDジャパンからDVDがリリースされた。タイトルは『死神の谷』（しにがみのたに）に改題された。

## あらすじ
幸せいっぱいの恋人たちは村に向かう途中、一人の男を馬車に乗せる。2人は知らないが、その男は"死"（死神）であった。村に着いた"死"は墓地の近くの土地を借り受け、ドアも門もない高い壁に囲まれた館を建てる。恋人たちが居酒屋で睦まじく語らっているところに"死"が現れる。彼女が席を外し、戻ってくると彼の姿が消えていた。彼女は恋人を探して村中を彷徨う。"死"の館の近くにきて、幽霊の行列に出くわす。そこに彼の姿もあった。幽霊たちは壁の向こうに消える。彼女は毒を呷って死のうととする。その瞬間、彼女は"死"の館へ運ばれる。彼女は恋人に会わせてほしいと"死"に頼む。"死"は彼女を蝋燭が無数にある部屋へ連れてゆく。蝋燭は人の一生を表していて、灯火が消えるとその人間の運命は尽きる。"死"は3本の蝋燭のうち1つでも救うことができれば恋人を返そうと約束する。
1本目の蝋燭は、中東バグダッドの恋人たち、ソベイデと西欧人。
2本目の蝋燭は、17世紀ヴェネツィアの恋人たち、フィアメッタとジョヴァンフランチェスコ。
3本目の蝋燭は、古代中国の恋人たち、チャオ・チェンとリヤン。
それぞれの物語が語られるが、すべては悲劇で幕を閉じ、蝋燭は3本とも消えてしまう。しかし、"死"は最後の提案を持ちかける。1時間のうちに誰か別の人間の魂を差し出せば恋人を生き返らせようと。
彼女は死期が近い老人たちに死んでくれるよう頼むが断られる。そこに火事が起きる。彼女は置き去りにされた赤ちゃんを彼の身代わりにしようとするが、悲しむ母親を見て思いとどまる。赤ちゃんを母親に手渡し、自分は燃え盛る炎の中に消える。
"死"の館で再会を遂げた恋人たちはともに死後の世界に旅立つ。

## キャスト
- 彼女/ゾベイデ/フィアメッタ/チャオ・チェン：リル・ダゴファー
- 彼/西欧人/ジョヴァンフランチェスコ/リヤン：ヴァルター・ヤンセン（英語版）
- "死"/エル・モット/皇帝の射手：ベルンハルト・ゲッケ
- 村長：ルドルフ・クライン＝ロッゲ
- 聖職者：カール・リュッケルト
- 公証人/大臣：マックス・アダルベルト（英語版）
- 医者：ヴィルヘルム・ディーゲルマン （英語版）
- 学長：エーリヒ・パブスト
- 薬屋：カール・プラーテン（英語版）
- 仕立屋：ヘルマン・ピヒャ（英語版）
- 墓掘り：パウル・レーコッフ
- 夜警：マックス・フェイファー
- 物乞い：ゲオルク・ヨーン（英語版）
- 女将：リディア・ポテキナ（英語版）
- 母親：グレーテ・ベルガー
- カリフ：エドゥアルト・フォン・ヴィンターシュタイン（英語版）
- アイシャ：エリカ・ウンルー
- ダルヴィーシュ/ジローラモ：ルドルフ・クライン＝ロッゲ
- ムーア人：ルイス・ブロディ
- 使者：ロタール・ミューテル
- 友人：エドガー・パウリー
- 保母：リナ・パウルゼン
- 中国の皇帝：フザール・パフィー
- ア・ハイ：パウル・ビーンスフェルト （英語版）
- 死刑執行人：パウル・ノイマン

## 評価
初公開時のドイツでの評価は「"ドイツ"不足」と不評だった。しかし、フランスでは高い評価を受けた。
近年では、映画評論家のレナード・マルティンが演出・撮影・特殊効果に4つ星満点で星3つ半をつけている。

## 分析
この映画はインドのサヴィトリとサティアヴァンの伝説にインスパイアされたものである。伝記作家で映画史家のパトリック・マクギリガンによると、この映画は「彼（ラング）の母が亡くなった直後に撮られたもので、死ぬべき運命についての監督の思慮と哀れみに富んだ黙想録となっている」。またラングはこうも言っている。子供の時に熱に浮かされて見た夢、自分の人生と作品に大きな影響を与えた夢にインスパイアされたとも。それはこんな夢だ。半分だけ開いた窓の向こう、月明かりを浴びた、つば広の帽子をかぶった"知らない黒い人"が近づいてくる。これは夢？ それとも現実？ 母親の泣き濡れた顔を見たら、母親が視界から消えた。よろよろと起き上がる。"死"が迎えに来た。しかし、救いの手が彼の手を掴み、引き戻し、そして救った。この夢体験の恐怖はある種の神秘的エクスタシーと一体化し、子供だったラングに殉教者や聖人が死に奉ずるエクスタシーとはこういうものかと思わせた。病気は治癒したが、恐怖や愛と混じり合った死への愛着はラングの内にとどまり、ラングの作品の一部となったのではないか、とマクギリガンは分析している。
この子供の頃の夢に現れた幽霊めいた存在は『メトロポリス』（1927年）と『口紅殺人事件』（1956年）にも出てくる。
『Cinema Journal』誌のジョン・S・ティットフォードは、人間に機械を演じさせるラングの主題の関心の一例にこの映画のキャラクター"死"も含めている。"死"のようなキャラクターは「シンボルの特性を帯び、運命（あるいは第一世界大戦直後の国家ドイツの兆候）の概念を具体化する人間に近い存在の原型となった」とティットフォードは主張している。

## レガシー
『アンダルシアの犬』のルイス・ブニュエル監督はこの映画から多大な影響を受けた。「『死滅の谷』を見た時、私は自分が映画を作りたいんだと気づいたんだ。私を動かしたのは3つのエピソードじゃなく、メインのエピソード、黒い帽子の男（すぐに"死"だとわかったよ）がフランドルの村に到着したところ、それと墓地のシーン。この映画の何かが私の心に深い何かを語りかけた。それは私の人生と世界のヴジョンを明らかにしてくれた」。『アンダルシアの犬』の砂に埋められる恋人たちは、この映画のバグダッド編の西欧人の死を参考にしている。
アルフレッド・ヒッチコックもこの映画に感銘を受けた一人である。
ダグラス・フェアバンクスはこの映画の特殊効果、とくに中国編の空飛ぶ絨毯のシーンに感銘を受けたといわれる。フェアバンクスはただちにこの映画の権利を獲得、ラオール・ウォルシュ監督で『バグダッドの盗賊』（1924年）を作った。
『Cineaste』誌のロバート・カシルは、"死"に扮したベルンハルト・ゲッケの演技はイングマール・ベルイマン監督の『第七の封印』（1957年）に影響を与えたと述べている。